# Xian de Weng'an
Le xian de Weng'an (瓮安县 ; pinyin : Wèng'ān Xiàn) est un district administratif de la province du Guizhou en Chine. Il est placé sous la juridiction de la préfecture autonome buyei et miao de Qiannan.

## Démographie
La population du district était de 424 977 habitants en 1999.